# Elias Nijmé
Elias Nijmé BA (* 16. August 1920 in Aleppo, Syrien; † 6. November 1998) war Erzbischof der Melkitischen Griechisch-Katholischen Kirche von Tripoli im Libanon.

## Weihbischof in Antiochien
Elias Nijmé wurde am 20. Juli 1944 zum Ordenspriester der Aleppinischen Basilianer (Ordenskürzel: BA) geweiht. Mit der Ernennung zum Erzbischof „pro hac vice“ und Weihbischof im Melkitischen Patriarchat von Antiochien erfolgte ebenfalls am 16. August 1971 die Ernennung zum Titularerzbischof von Palmyra dei Greco-Melkiti. Am 5. September 1971 spendete ihm der Patriarch von Antiochien, Maximos V. Hakim, die Bischofsweihe. Mitkonsekratoren waren der emeritierte Erzbischof von Aleppo, Athanasios Toutoungi, und der Erzbischof von Beirut und Jbeil, Grégoire Haddad.

## Erzbischof von Tripolis
Am 7. Februar 1978 wurde Nijmé um Erzbischof von Tripoli ernannt und amtierte in Tripoli bis zu seiner altersbedingten Emeritierung am 5. August 1995. Er war danach, bis zu seinem Tod am 6. November 1998, als Alterzbischof tätig und assistierte als Mitkonsekrator bei Bischof Georges Kahhalé Zouhaïraty BA zum Titularbischof von Abila Lysaniae, der zum Apostolischen Exarch von Venezuela eingesetzt wurde.